# Torre de ràdio de Dudelange
La Torre de Ràdio de Dudelange  o el Transmissor de Dudelange (en luxemburguès: Sender vun Diddeleng) és un estructura d'acer elevada i independent que funciona com a torre de transmissió de ràdio FM i televisió i assoleix una alçada de 285 metres a prop de Dudelange (Luxemburg). La torre de ràdio de Dudelange es completà el 1957. El 31 de juliol del 1981, un avió militar belga s'estavellà contra la torre. Les restes de la torre en caure mataren una parella en una casa propera.